# Chapar
Chapar es una localidad de la India en el distrito de Dhubri, estado de Assam.

## Geografía
Se encuentra a una altitud de 34 m s. n. m. a 200 km de la capital estatal, Dispur, en la zona horaria UTC +5:30.

## Demografía
Según estimación 2010 contaba con una población de 36 676 habitantes.